# La diva in vacanza
La diva in vacanza (Woman Hater) è un film britannico del 1948 diretto da Terence Young.